# Dera Dida
Dera Dida (née le 26 octobre 1996) est une athlète éthiopienne, spécialiste des courses de fond. 

## Biographie
Dera Dida remporte la médaille de bronze du 5 000 mètres lors des championnats d'Afrique 2016, à Durban, devancée par les Kényanes Sheila Chepkirui et Margaret Chelimo.

## Palmarès
| Date | Compétition                            | Lieu    | Résultat | Épreuve       | Temps          |
| ---- | -------------------------------------- | ------- | -------- | ------------- | -------------- |
| 2015 | Championnats du monde de cross-country | Guiyang | 2e       | Course junior |                |
| 2016 | Championnats d'Afrique                 | Durban  | 3e       | 5 000 m       | 15 min 15 s 26 |
| 2017 | Championnats du monde                  | Londres | 14e      | 10 000 m      | 31 min 51 s 75 |
| 2019 | Jeux africains                         | Rabat   | 3e       | 10 000 m      | 31 min 58 s 78 |

### Records
| Épreuve  | Performance    | Lieu    | Date            |
| -------- | -------------- | ------- | --------------- |
| 5 000 m  | 14 min 42 s 84 | Rome    | 2 juin 2016     |
| 10 000 m | 30 min 51 s 86 | Hengelo | 17 juillet 2019 |